# دان كلارك
دان كلارك هو لاعب كرة القدم الكندية كندي، ولد في 1 يونيو 1988 في ريجاينا في كندا.